# Hugo Gerhard Ströhl
Hugo Gerhard Ströhl (Wels, Estado de Alta Austria, 24 de septiembre de 1851-Mödling, Estado de Baja Austria, 7 de diciembre de 1919) fue un artista, diseñador gráfico y heraldista austriaco.

## Biografía
Como pintor de talento estudió en la Escuela de Artes Aplicadas (Kunstgewerbeschule des Österreichischen Museums für Kunst und Industrie, ahora Hochschule für angewandte Kunst) en Viena. Después de graduarse, trabajó como profesor de pintura y dibujo, pero también fundó su propio pequeño taller y oficina de imprenta. Su trabajo principal era el diseño de libros (heráldicos) y sellos (publicitarios).
Sus dibujos heráldicos, especialmente los de sus libros principales, los rollos de armas austrohúngaros y los del Imperio alemán, se encuentran entre los mejores dibujos heráldicos jamás publicados. Aunque no fue su primer trabajo sobre la heráldica, se hizo famoso con la publicación en 1890 del Rollo de Armas del Imperio austrohúngaro (Österreichisch-Ungarische Wappenrolle), una visión general de las armas de todos los territorios (y reivindicaciones) del Imperio austrohúngaro. Estas imágenes se pueden ver en detalle aquí.
Además de la heráldica europea, también se interesó por el estilo japonés de la heráldica y publicó un gran libro sobre el mons japonés, el Rollo de Armas japonés (Nihon moncho). Su gran volumen Heraldische Atlas sigue siendo considerado una obra estándar en la literatura heráldica alemana.
Diseñó para la iglesia de san Carlos Borromeo en la residencia de ancianos "Am Wienerwald" en Viena, 130 brazos de gremios vieneses, que todavía se muestran en las paredes de la iglesia (ver aquí). También diseñó un gran número de escudos cívicos para municipios de Austria y Alemania, incluyendo las armas de Viena.

## Obra

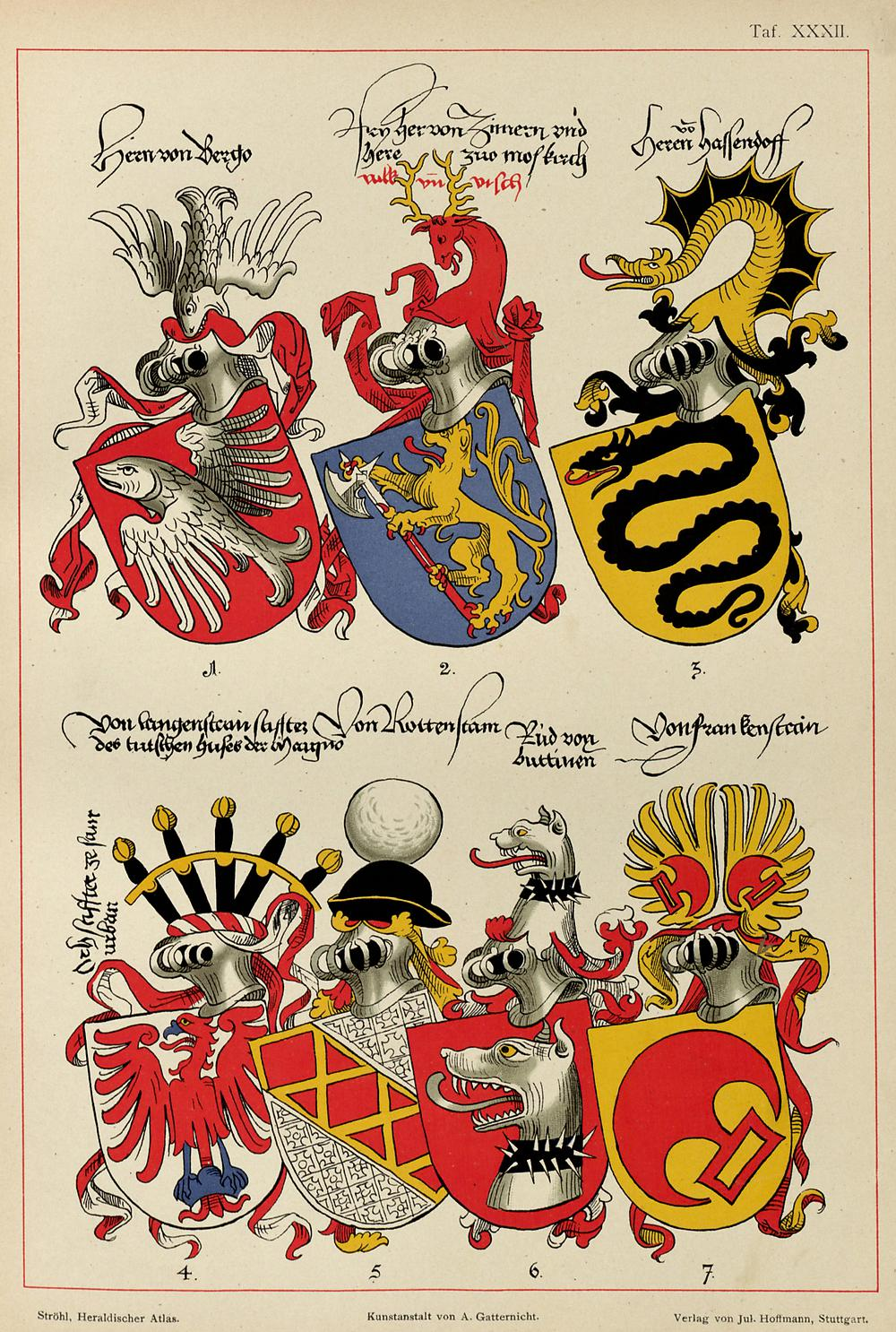
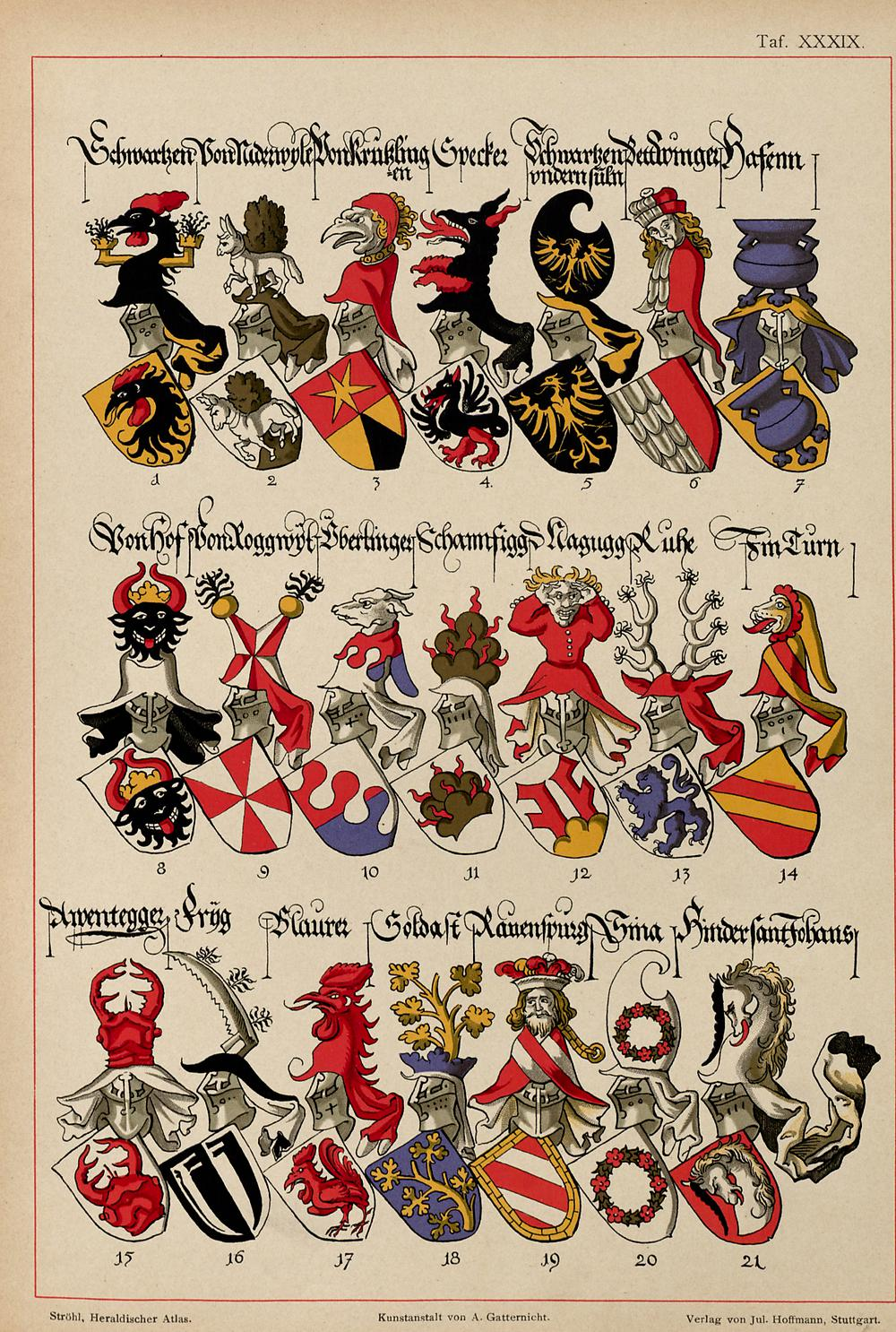
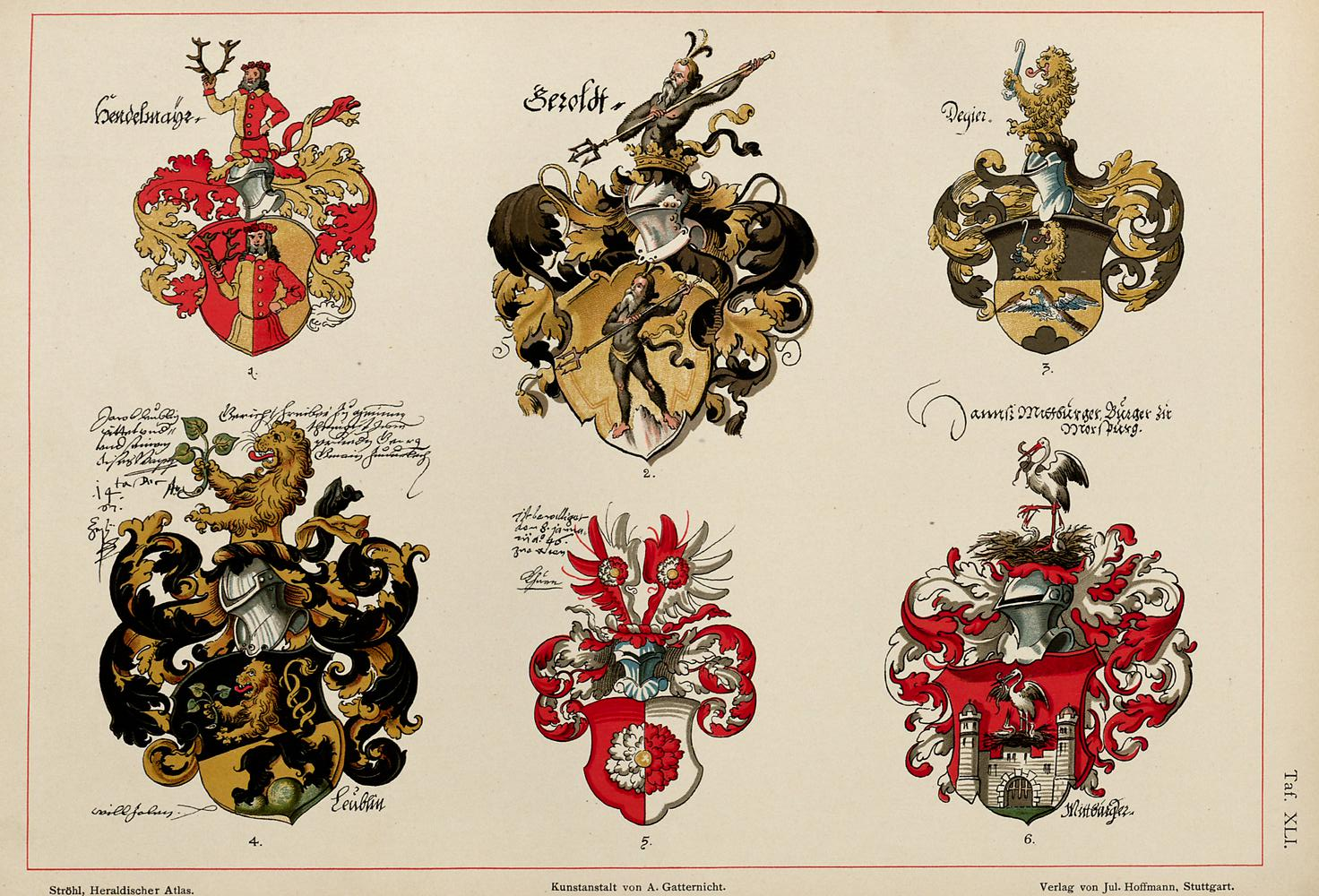
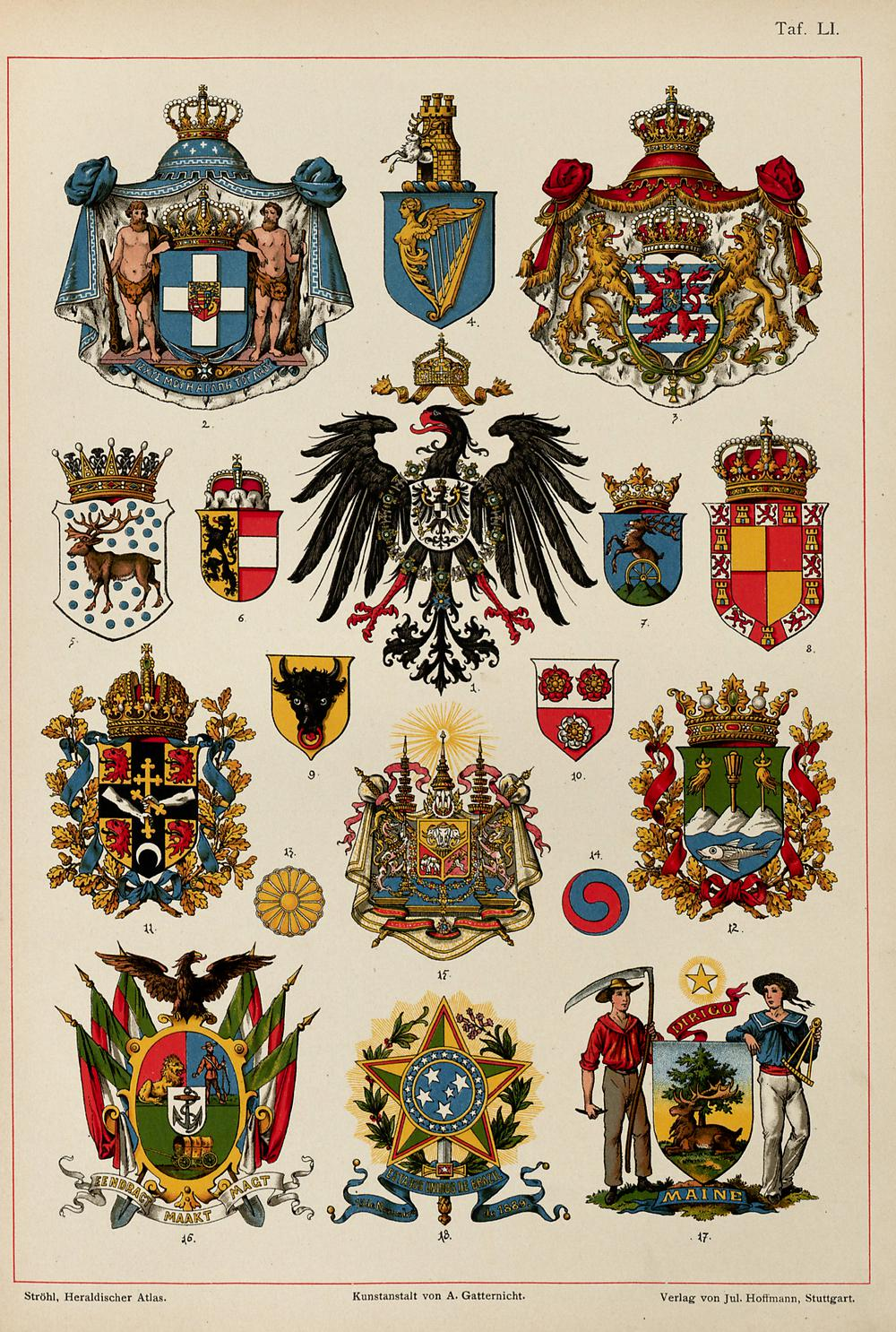
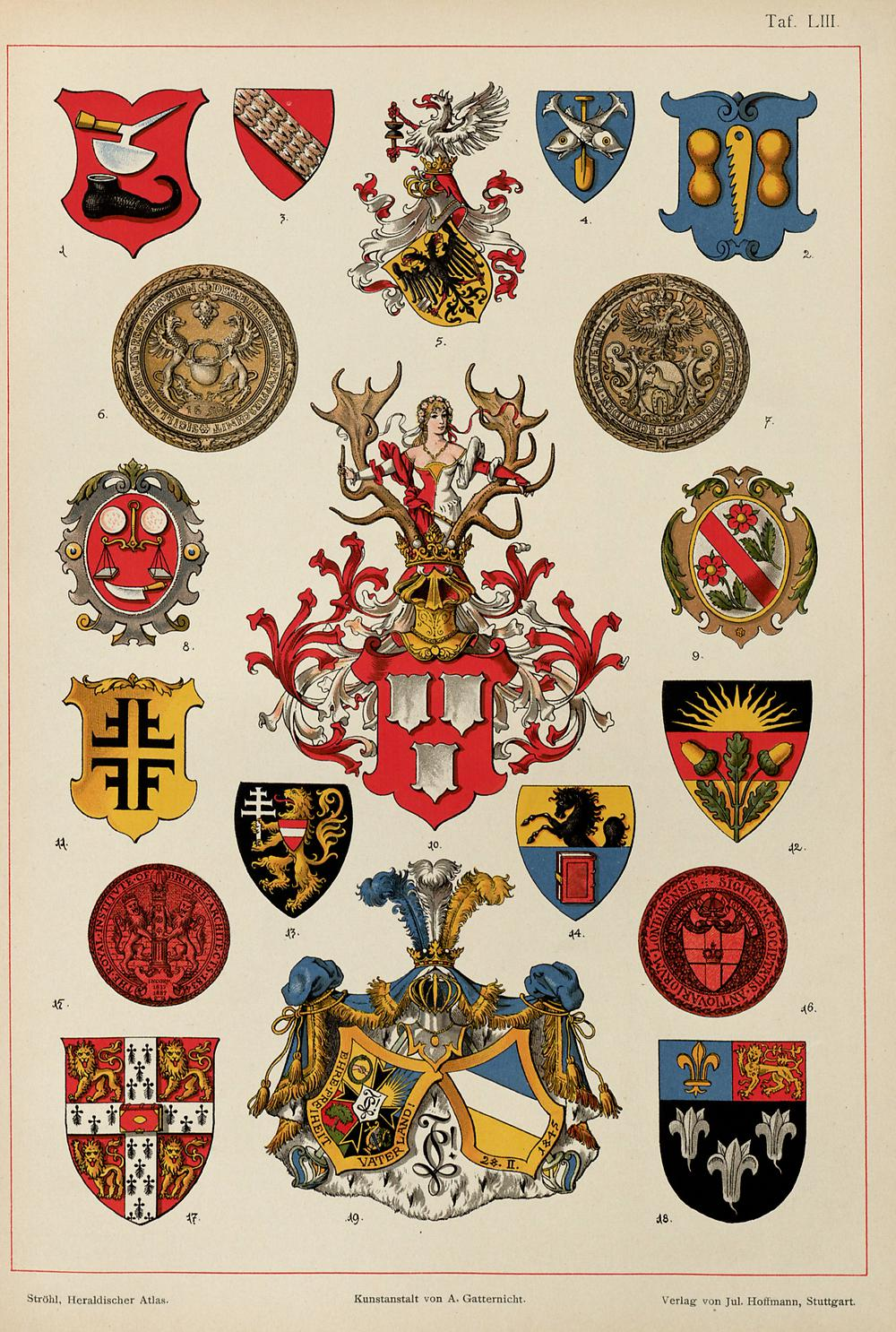
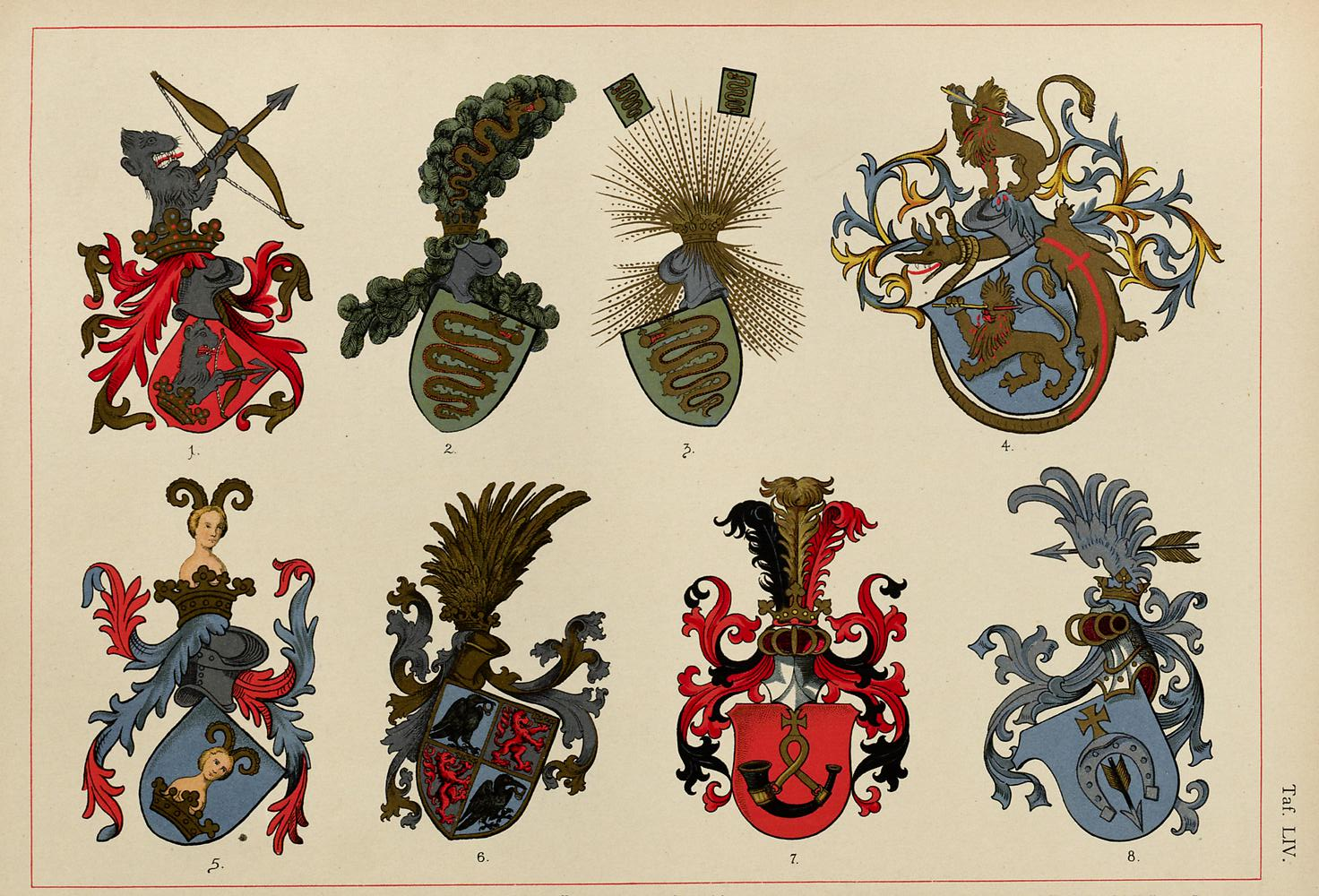
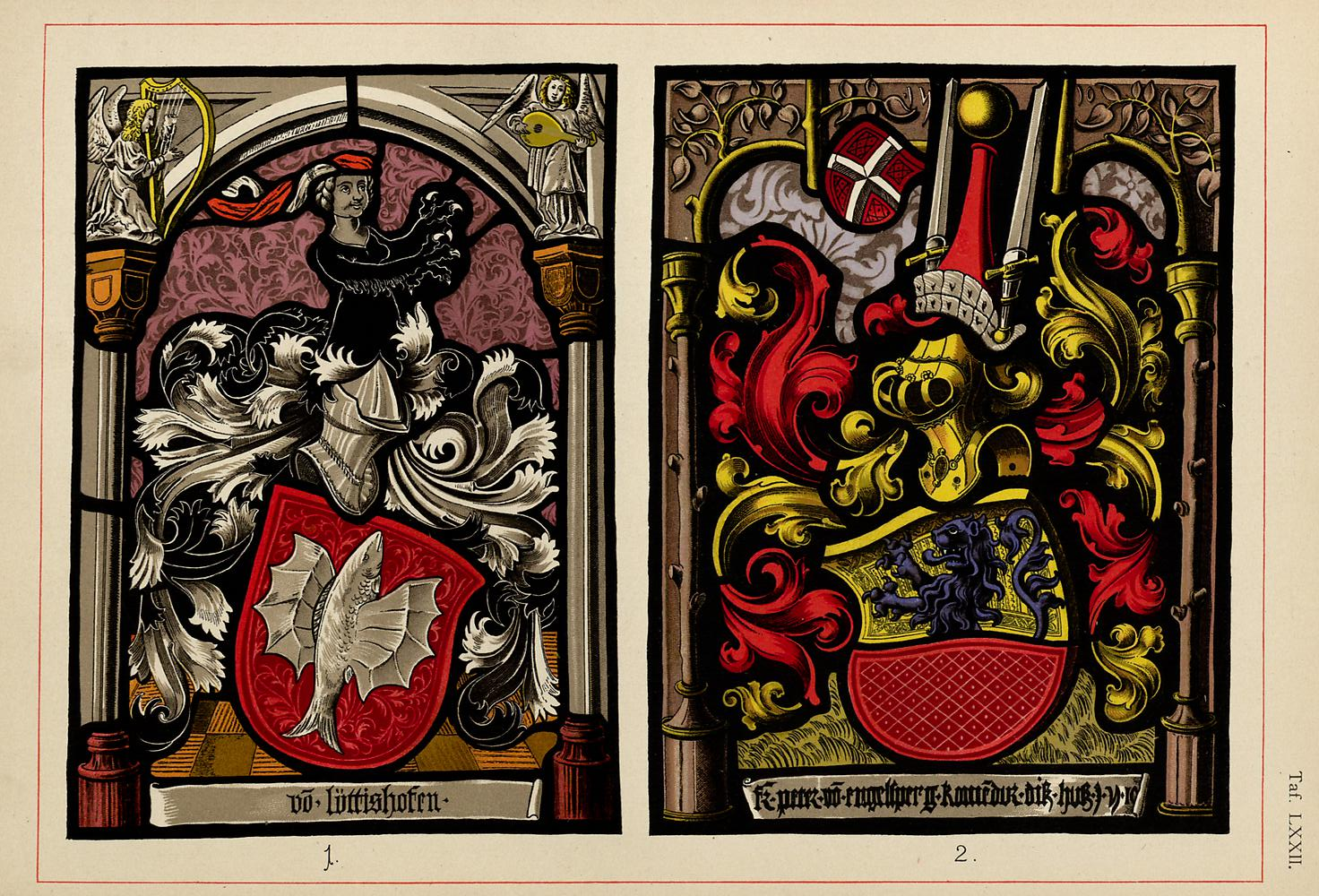
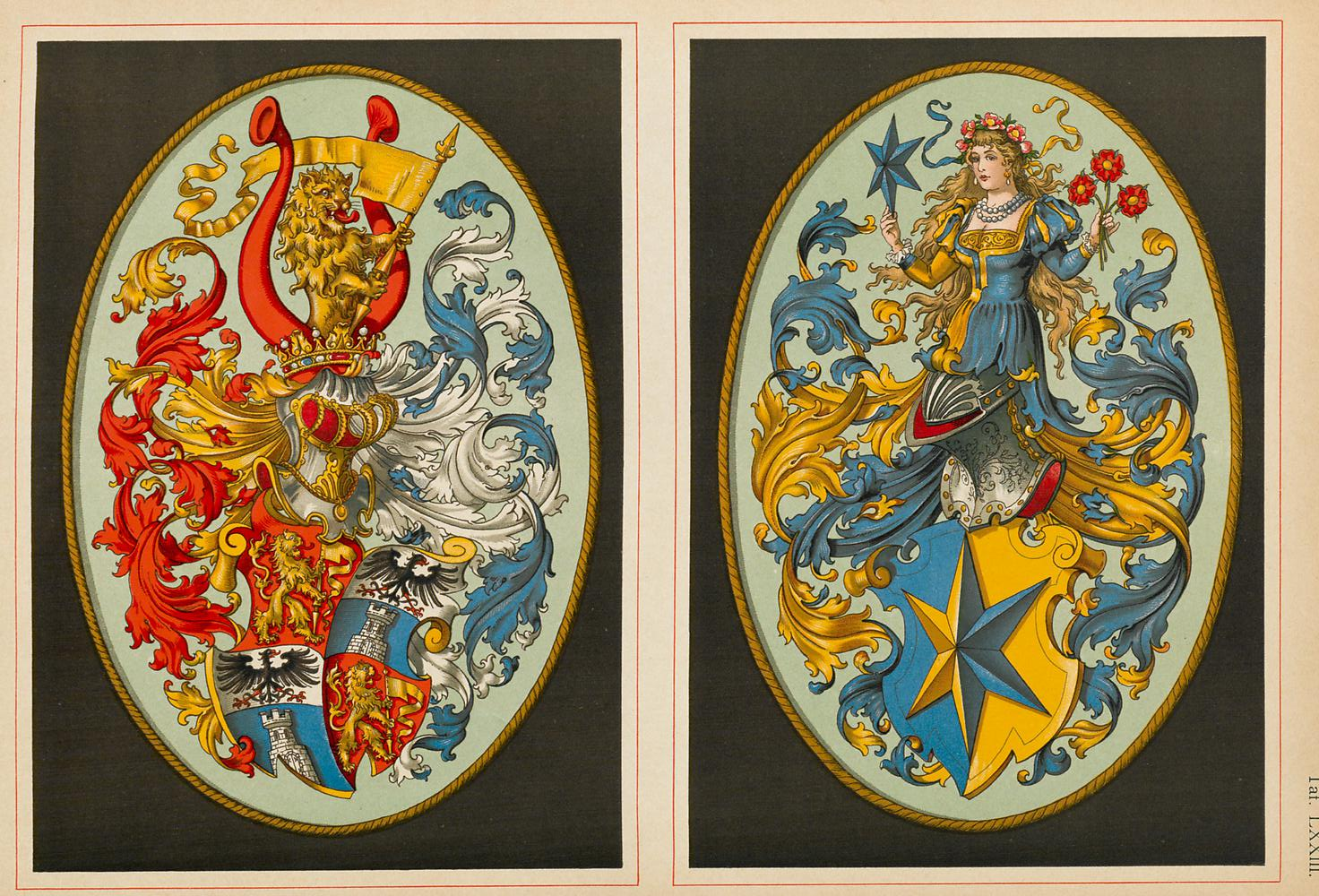
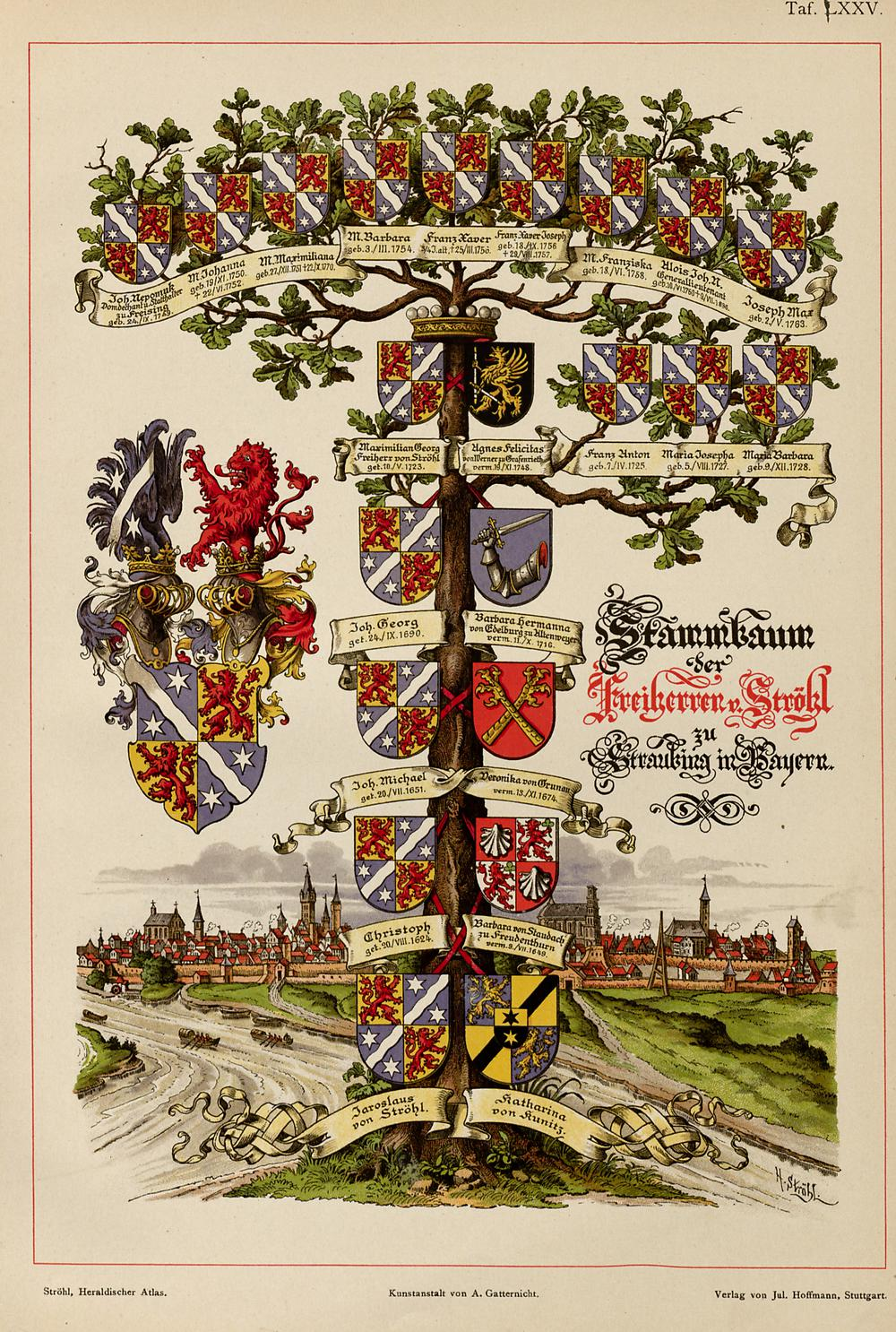